# Håbols landskommun
Håbols landskommun var en tidigare kommun i Älvsborgs län.

## Administrativ historik
Kommunen inrättades i Håbols socken i Vedbo härad i Dalsland när 1862 års kommunalförordningar trädde i kraft den 1 januari 1863.
Vid kommunreformen 1952 uppgick den i Dals-Eds landskommun som 1971 ombildades till Dals-Eds kommun.

## Politik

### Mandatfördelning i Håbols landskommun 1938-1946
| 5 | 1 | 3 | 5 | 4 |

| 18 |

| 18 |

| 18 |

| 4 | 3 | 8 | 3 |

| 18 |